# Гельман, Борис Никодимович
Бори́с Никоди́мович Ге́льман (22 августа 1935, Унгены, Бессарабия — 14 сентября 2021) — советский и российский журналист и публицист, писатель, редактор газеты «Pазсвѣтъ» Севастопольской еврейской общины; капитан 2-го ранга ВМФ России в отставке. Заслуженный работник культуры Украины. Заслуженный журналист города Севастополя (2019).

## Биография
Заместитель редактора газеты «За Родину» Новоземельской военно-морской базы ВМФ СССР (1969—1972).
Начальник отдела культуры газеты Черноморского флота ВМФ СССР «Флаг Родины» (1983—1986).

## Награды
- Заслуженный работник культуры Украины.
- Заслуженный журналист города Севастополя (2019)[1].
- Отмечен Почётной грамотой городской администрации Севастополя и дипломом городского форума «Общественное признание».
- Творческая деятельность Бориса Гельмана отмечена дипломом Еврейского совета Украины и Почётным дипломом Яд-Вашем – Иерусалимского института памяти Катастрофы и Героизма.[2]

## Сочинения
- На огненной земле (Герои Советского Союза — евреи в сражениях за Севастополь). — Севастополь, 1999.
- Дорогу осилит идущий. Крымчане на Земле Обетованной. — Севастополь, 1999.
- Забвению не подлежит (сборник очерков и документов о памятнике воинам-евреям — участникам обороны Севастополя в годы Крымской войны 1854—1855 годов). — Севастополь, 2000.[3]
- Причина смерти — расстрел. Холокост в Севастополе. — Севастополь, 2004.
- На огненных рубежах и фарватерах (о евреях — участниках обороны и освобождения Севастополя в 1941—1944 годах). — Севастополь, 2004.
- Клич, зовущий к восстания. Абба Ковнер — герой еврейского сопротивления. — Севастополь, 2008.